# August Ferdinand Anacker
August Ferdinand Anacker (né le 17 octobre 1790 à Freiberg où il est le mort le 21 août 1854) est un compositeur saxon.

## Biographie
Anacker est le fils d'un cordonnier pauvre. Il entre au gymnasium de Freiberg avant d'aller à l'Université de Leipzig en 1813 où il étudie la musique avec Johann Gottfried Schicht et Friedrich Schneider. En 1822, il devient chanteur et chef d'orchestre dans sa ville natale. Sa carrière, qui dure plusieurs décennies, est marquée par l'expression de ses talents de compositeur et de pédagogue. Il dirige également plusieurs institutions musicales. En 1823, il fonde la Singakademie de Freiberg.

## Œuvres
Son catalogue comporte de nombreuses compositions pour voix et accompagnement instrumental, la cantate Der Bergmannsgruß. Il est également l'auteur d'une pièce originale pour treize cors russes (de).